# Commonwealth Games 2002/Leichtathletik
Bei den Commonwealth Games 2002 in Manchester wurden in der Leichtathletik insgesamt 48 Wettbewerbe ausgetragen, davon 24 Männer, 22 für Frauen und zwei für Behinderte. Bis auf die Wettbewerbe im Gehen und Marathon fanden die Wettkämpfe alle im City of Manchester Stadium statt.

## Männer

### 100 m
| Platz | Athlet             | Land | Zeit (s) |
| ----- | ------------------ | ---- | -------- |
| 1     | Kim Collins        | SKN  | 09,98    |
| 2     | Uchenna Emedolu    | NGR  | 10,11    |
| 3     | Pierre Browne      | CAN  | 10,12    |
| 4     | Deji Aliu          | NGR  | 10,15    |
| 5     | Dwight Thomas      | JAM  | 10,15    |
| 6     | Jason Gardener     | ENG  | 10,22    |
| 7     | Mark Lewis-Francis | ENG  | 10,54    |
| 8     | Dwain Chambers     | ENG  | 11,19    |

Finale: 27. Juli

### 200 m
| Platz | Athlet            | Land | Zeit (s) |
| ----- | ----------------- | ---- | -------- |
| 1     | Frank Fredericks  | NAM  | 20,06    |
| 2     | Marlon Devonish   | ENG  | 20,19    |
| 3     | Darren Campbell   | ENG  | 20,21    |
| 4     | Dominic Demeritte | BAH  | 20,21    |
| 5     | Aziz Zakari       | GHA  | 20,29    |
| 6     | Morne Nagel       | RSA  | 20,35    |
| 7     | Joseph Batangdon  | CMR  | 20,36    |
| 8     | Christian Malcolm | WAL  | 20,39    |

Finale: 29. Juli

### 400 m
| Platz | Athlet            | Land | Zeit (s) |
| ----- | ----------------- | ---- | -------- |
| 1     | Michael Blackwood | JAM  | 45,07    |
| 2     | Shane Niemi       | CAN  | 45,09    |
| 3     | Avard Moncur      | BAH  | 45,12    |
| 4     | Daniel Caines     | ENG  | 45,13    |
| 5     | Alleyne Francique | GRN  | 45,47    |
| 6     | Éric Milazar      | MRI  | 45,64    |
| 7     | Chris Brown       | BAH  | 45,67    |
| 8     | Clinton Hill      | AUS  | 46,00    |

Finale: 28. Juli

### 800 m
| Platz | Athlet              | Land | Zeit (min) |
| ----- | ------------------- | ---- | ---------- |
| 1     | Mbulaeni Mulaudzi   | RSA  | 1:46,32    |
| 2     | Joseph Mwengi Mutua | KEN  | 1:46,57    |
| 3     | Kris McCarthy       | AUS  | 1:46,79    |
| 4     | Otukile Lekote      | BOT  | 1:47,04    |
| 5     | Japheth Kimutai     | KEN  | 1:47,46    |
| 6     | James McIlroy       | NIR  | 1:47,77    |
| 7     | Paskar Owor         | UGA  | 1:48.96    |
| 8     | Glody Dube          | BOT  | 2:17,40    |

Finale: 29. Juli

### 1500 m
| Platz | Athlet           | Land | Zeit (min) |
| ----- | ---------------- | ---- | ---------- |
| 1     | Michael East     | ENG  | 3:37,35    |
| 2     | William Chirchir | KEN  | 3:37,70    |
| 3     | Youcef Abdi      | AUS  | 3:37,77    |
| 4     | Anthony Whiteman | ENG  | 3:38,04    |
| 5     | Graham Hood      | CAN  | 3:38,08    |
| 6     | Julius Achon     | UGA  | 3:38,33    |
| 7     | Kevin Sullivan   | CAN  | 3:40,95    |
| 8     | Thomas Mayo      | ENG  | 3:41,70    |

Finale: 31. Juli

### 5000 m
| Platz | Athlet               | Land | Zeit (min)  |
| ----- | -------------------- | ---- | ----------- |
| 1     | Sammy Kipketer       | KEN  | 13:13,51 GR |
| 2     | Benjamin Limo        | KEN  | 13:13,57    |
| 3     | William Kiptoo Kirui | KEN  | 13:18,02    |
| 4     | John Mayock          | ENG  | 13:19,43    |
| 5     | Sam Haughian         | ENG  | 13:19,45    |
| 6     | Craig Mottram        | AUS  | 13:25,21    |
| 7     | Sean Kaley           | CAN  | 13:26,28    |
| 8     | Michael Power        | AUS  | 13:34,04    |

31. Juli

### 10.000 m
| Platz | Athlet               | Land | Zeit (min)  |
| ----- | -------------------- | ---- | ----------- |
| 1     | Wilberforce Talel    | KEN  | 27:45,39 GR |
| 2     | Paul Malakwen Kosgei | KEN  | 27:45,46    |
| 3     | John Yuda Msuri      | TAN  | 27:45,78    |
| 4     | John Cheruiyot Korir | KEN  | 27:45,83    |
| 5     | Martin Hhaway Sulle  | TAN  | 28:15,60    |
| 6     | Jeff Schiebler       | CAN  | 28:29,22    |
| 7     | Sean Kaley           | CAN  | 28:31,99    |
| 8     | Michael Aish         | NZL  | 28:35,27    |

26. Juli

### Marathon
| Platz | Athlet               | Land | Zeit (h) |
| ----- | -------------------- | ---- | -------- |
| 1     | Francis Robert Naali | TAN  | 2:11:58  |
| 2     | Joshua Chelanga      | KEN  | 2:12:44  |
| 3     | Andrew Letherby      | AUS  | 2:13:23  |
| 4     | Erick Wainaina       | KEN  | 2:13:27  |
| 5     | Luketz Swartbooi     | NAM  | 2:13:40  |
| 6     | Jonathan Wyatt       | NZL  | 2:14:20  |
| 7     | Lee Troop            | AUS  | 2:16:44  |
| 8     | Josiah Bembe         | RSA  | 2:18:16  |

28. Juli

### 20 km Gehen
| Platz | Athlet               | Land | Zeit (h) |
| ----- | -------------------- | ---- | -------- |
| 1     | Nathan Deakes        | AUS  | 1:25:35  |
| 2     | Luke Adams           | AUS  | 1:26:03  |
| 3     | David Kimutai Rotich | KEN  | 1:28:20  |
| 4     | Andrew Penn          | ENG  | 1:29:15  |
| 5     | Don Bearman          | ENG  | 1:37:29  |
|       | Dominic King         | ENG  | DQ       |
|       | Steve Partington     | IOM  | DQ       |

28. Juli 2002

### 50 km Gehen
| Platz | Athlet         | Land | Zeit (h)   |
| ----- | -------------- | ---- | ---------- |
| 1     | Nathan Deakes  | AUS  | 3:52:40 GR |
| 2     | Craig Barrett  | NZL  | 3:56:42    |
| 3     | Tim Berrett    | CAN  | 4:04:25    |
| 4     | Duane Cousins  | AUS  | 4:09:59    |
| 5     | Tony Sargisson | NZL  | 4:13:19    |
| 6     | Steven Hollier | ENG  | 4:16:46    |
| 7     | Gareth Brown   | ENG  | 4:40:07    |

30. Juli 2002

### 110 m Hürden
| Platz | Athlet            | Land | Zeit (s) |
| ----- | ----------------- | ---- | -------- |
| 1     | Shaun Bownes      | RSA  | 13,35    |
| 2     | Colin Jackson     | WAL  | 13,39    |
| 3     | Maurice Wignall   | JAM  | 13,62    |
| 4     | Tony Jarrett      | ENG  | 13,70    |
| 5     | Charles Allen     | CAN  | 13,71    |
| 6     | Ricardo Melbourne | JAM  | 13,94    |
| 7     | Chris Baillie     | SCO  | 14,73    |
|       | Damien Greaves    | ENG  | DNF      |

Finale: 30. Juli

### 400 m Hürden
| Platz | Athlet                | Land | Zeit (s) |
| ----- | --------------------- | ---- | -------- |
| 1     | Christopher Rawlinson | ENG  | 49,14    |
| 2     | Matthew Elias         | WAL  | 49,28    |
| 3     | Ian Weakley           | JAM  | 49,69    |
| 4     | Anthony Borsumato     | ENG  | 49,72    |
| 5     | Dinsdale Morgan       | JAM  | 50,14    |
| 6     | Willie Smit           | NAM  | 50,14    |
| 7     | Ashoka Jayasundara    | SRI  | 50,63    |
| 8     | Matthew Douglas       | ENG  | 51,01    |

Finale: 29. Juli

### 3000 m Hindernis
| Platz | Athlet               | Land | Zeit (min) |
| ----- | -------------------- | ---- | ---------- |
| 1     | Stephen Cherono      | KEN  | 8:19,41    |
| 2     | Ezekiel Kemboi       | KEN  | 8:19,78    |
| 3     | Abraham Cherono      | KEN  | 8:19,85    |
| 4     | Stuart Stokes        | ENG  | 8:26,45    |
| 5     | Joël Bourgeois       | CAN  | 8:33,98    |
| 6     | Donald Naylor        | WAL  | 8:38,68    |
| 7     | Benedict Whitby      | ENG  | 8:40,87    |
| 8     | Christian Stephenson | WAL  | 8:41,32    |

27. Juli

### 4 × 100 m Staffel
| Platz | Land                | Athleten                                                         | Zeit (s) |
| ----- | ------------------- | ---------------------------------------------------------------- | -------- |
| 1     | England             | Jason Gardener Marlon Devonish Allyn Condon Darren Campbell      | 38,62    |
| 2     | Jamaika             | Michael Frater Dwight Thomas Christopher Williams Asafa Powell   | 38,62    |
| 3     | Australien          | Tim Williams Paul Di Bella David Baxter Patrick Johnson          | 38,87    |
| 4     | Kanada              | Charles Allen Anson Henry Jermaine Joseph Bruny Surin            | 38,94    |
| 5     | Trinidad und Tobago | Marvin Regis Marc Burns Jacey Harper Julieon Raeburn             | 38,97    |
| 6     | Nigeria             | Taiwo Ajibade Chinedu Oriala Sunday Emmanuel Uchenna Emedolu     | 39,01    |
| 7     | Kamerun             | Alfred Moussambani Serge Bengono Claude Toukene Joseph Batangdon | 39,52    |
| 8     | Wales               | Kevin Williams Douglas Turner Christian Malcolm Steven Shalders  | 39,73    |

Finale: 31. Juli

### 4 × 400 m Staffel
| Platz | Land       | Athleten                                                                        | Zeit (min) |
| ----- | ---------- | ------------------------------------------------------------------------------- | ---------- |
| 1     | England    | Jared Deacon Sean Baldock Christopher Rawlinson Daniel Caines                   | 3:00,40    |
| 2     | Wales      | Timothy Benjamin Iwan Thomas Jamie Baulch Matthew Elias                         | 3:00,41    |
| 3     | Bahamas    | Chris Brown Troy McIntosh Dominic Demeritte Timothy Munnings                    | 3:01,35    |
| 4     | Südafrika  | Marcus La Grange Jopie van Oudtshoorn Mbulaeni Mulaudzi Arnaud Malherbe         | 3:01,83    |
| 5     | Australien | Tim Williams Paul Pearce Patrick Dwyer Clinton Hill                             | 3:02,22    |
| 6     | Nigeria    | Tony Ogbeta Bola Gee Lawal Musa Audu Fidelis Gadzama                            | 3:11,16    |
|       | Sri Lanka  | Prasanna Amarasekara Ranga Wimalawansa Rohan Pradeep Kumara Sugath Thilakaratne | DQ         |
|       | Jamaika    | Sanjay Ayre Brandon Simpson Danny McFarlane Michael Blackwood                   | DNF        |

Finale: 31. Juli 2002

### Hochsprung
| Platz | Athlet         | Land | Höhe (m) |
| ----- | -------------- | ---- | -------- |
| 1     | Mark Boswell   | CAN  | 2,28     |
| 2     | Kwaku Boateng  | CAN  | 2,25     |
| 3     | Ben Challenger | ENG  | 2,25     |
| 4     | Nick Moroney   | AUS  | 2,20     |
| 5     | Germaine Mason | JAM  | 2,20     |
| 6     | Dalton Grant   | ENG  | 2,15     |
| 7     | Craig Norman   | JAM  | 2,15     |
| 7     | Damon Thompson | BAR  | 2,15     |

Finale: 29. Juli

### Stabhochsprung
| Platz | Athlet            | Land | Höhe (m) |
| ----- | ----------------- | ---- | -------- |
| 1     | Okkert Brits      | RSA  | 5,75 GR  |
| 2     | Paul Burgess      | AUS  | 5,70     |
| 3     | Dominic Johnson   | LCA  | 5,60     |
| 4     | Nick Buckfield    | ENG  | 5,50     |
| 4     | Viktor Chistiakov | AUS  | 5,50     |
| 4     | Dmitri Markov     | AUS  | 5,50     |
| 7     | Tim Thomas        | WAL  | 5,20     |
| 8     | Kevin Hughes      | ENG  | 5,05     |

31. Juli

### Weitsprung
| Platz | Athlet                  | Land | Weite (m) |
| ----- | ----------------------- | ---- | --------- |
| 1     | Nathan Morgan           | ENG  | 8,02      |
| 2     | Gable Garenamotse       | BOT  | 7,91      |
| 3     | Kareem Streete-Thompson | CAY  | 7,89      |
| 4     | Darren Ritchie          | SCO  | 7,88      |
| 5     | Osbourne Moxey          | BAH  | 7,87      |
| 6     | Christopher Tomlinson   | ENG  | 7,79      |
| 7     | Arnaud Casquette        | MRI  | 7,64      |
| 8     | Randy Lewis             | GRN  | 7,63      |

Finale: 30. Juli

### Dreisprung
| Platz | Athlet           | Land | Weite (m) |
| ----- | ---------------- | ---- | --------- |
| 1     | Jonathan Edwards | ENG  | 17,86 GR  |
| 2     | Phillips Idowu   | ENG  | 17,68     |
| 3     | Leevan Sands     | BAH  | 17,26     |
| 4     | Andrew Owusu     | GHA  | 16,84     |
| 5     | Tosin Oke        | ENG  | 16,65     |
| 6     | Steven Shalders  | WAL  | 16,37     |
| 7     | Andrew Murphy    | AUS  | 16,37     |
| 8     | Brian Wellman    | BER  | 15,84     |

28. Juli

### Kugelstoßen
| Platz | Athlet          | Land | Weite (m) |
| ----- | --------------- | ---- | --------- |
| 1     | Justin Anlezark | AUS  | 20,91 GR  |
| 2     | Janus Robberts  | RSA  | 19,97     |
| 3     | Carl Myerscough | ENG  | 19,91     |
| 4     | Bradley Snyder  | CAN  | 19,63     |
| 5     | Chima Ugwu      | NGR  | 18,46     |
| 6     | Clay Cross      | AUS  | 18,10     |
| 7     | Mark Proctor    | ENG  | 18,08     |
| 8     | Dave Stoute     | TRI  | 17,60     |

Finale: 31. Juli

### Diskuswurf
| Platz | Athlet         | Land | Weite (m) |
| ----- | -------------- | ---- | --------- |
| 1     | Frantz Kruger  | RSA  | 66,39 GR  |
| 2     | Jason Tunks    | CAN  | 62,61     |
| 3     | Robert Weir    | ENG  | 59,24     |
| 4     | Chima Ugwu     | NGR  | 59,19     |
| 5     | Glen Smith     | ENG  | 57,52     |
| 6     | Emeka Udechuku | ENG  | 57,33     |
| 7     | Janus Robberts | RSA  | 57,02     |
| 8     | Lee Newman     | WAL  | 53,81     |

Finale: 27. Juli

### Hammerwurf
| Platz | Athlet              | Land | Weite (m) |
| ----- | ------------------- | ---- | --------- |
| 1     | Michael Jones       | ENG  | 72,55     |
| 2     | Philip Jensen       | NZL  | 69,48     |
| 3     | Paul Head           | ENG  | 68,60     |
| 4     | Stuart Rendell      | AUS  | 67,51     |
| 5     | Iain Park           | SCO  | 65,51     |
| 6     | William Beauchamp   | ENG  | 64,96     |
| 7     | Petros Mitsides     | CYP  | 53,34     |
| 8     | Nicolas Li Yun Fong | MRI  | 53,13     |

28. Juli 2002

### Speerwurf
| Platz | Athlet                | Land | Weite (m) |
| ----- | --------------------- | ---- | --------- |
| 1     | Steve Backley         | ENG  | 86,81     |
| 2     | Scott Russell         | CAN  | 78,98     |
| 3     | Nick Nieland          | ENG  | 78,63     |
| 4     | William Hamlyn-Harris | AUS  | 77,31     |
| 5     | Andrew Currey         | AUS  | 76,98     |
| 6     | Mark Roberson         | ENG  | 74,52     |
| 7     | Michael Allen         | NIR  | 67,07     |
| 8     | James Goulding        | FIJ  | 64,43     |

31. Juli

### Zehnkampf
| Platz | Athlet           | Land | Punkte |
| ----- | ---------------- | ---- | ------ |
| 1     | Claston Bernard  | JAM  | 7830   |
| 2     | Matthew McEwen   | AUS  | 7685   |
| 3     | Jamie Quarry     | SCO  | 7630   |
| 4     | Barry Thomas     | ENG  | 7546   |
| 5     | Georgios Andreou | CYP  | 7503   |
| 6     | Michael Nolan    | CAN  | 7499   |
| 7     | Anthony Sawyer   | ENG  | 7204   |
| 8     | John Henley      | ENG  | 7162   |

26. und 27. Juli

## Frauen

### 100 m
| Platz | Athletin              | Land | Zeit (s) |
| ----- | --------------------- | ---- | -------- |
| 1     | Debbie Ferguson       | BAH  | 10,91 GR |
| 2     | Veronica Campbell     | JAM  | 11,00    |
| 3     | Savatheda Fynes       | BAH  | 11,07    |
| 4     | Susanthika Jayasinghe | SRI  | 11,08    |
| 5     | Amanda Forrester      | ENG  | 11,34    |
| 6     | Shani Anderson        | ENG  | 11,36    |
| 7     | Abiodun Oyepitan      | ENG  | 11,37    |
| 8     | Natasha Mayers        | SVG  | 11,38    |

Finale: 27. Juli

### 200 m
| Platz | Athletin           | Land | Zeit (s) |
| ----- | ------------------ | ---- | -------- |
| 1     | Debbie Ferguson    | BAH  | 22,20 GR |
| 2     | Juliet Campbell    | JAM  | 22,54    |
| 3     | Lauren Hewitt      | AUS  | 22,69    |
| 4     | Natasha Mayers     | SVG  | 22,84    |
| 5     | Cydonie Mothersill | CAY  | 22,95    |
| 6     | Joice Maduaka      | ENG  | 23,04    |
| 7     | Sharon Cripps      | AUS  | 23,04    |
|       | Beverly McDonald   | JAM  | DNS      |

Finale: 29. Juli

### 400 m
| Platz | Athletin          | Land | Zeit (s) |
| ----- | ----------------- | ---- | -------- |
| 1     | Aliann Pompey     | GUY  | 51,63    |
| 2     | Lee McConnell     | SCO  | 51,68    |
| 3     | Sandie Richards   | JAM  | 51,79    |
| 4     | Allison Beckford  | JAM  | 51,81    |
| 5     | Heide Seyerling   | RSA  | 52,87    |
| 6     | Catherine Murphy  | WAL  | 52,91    |
| 7     | Hortense Béwouda  | CMR  | 53,00    |
| 8     | Christine Amertil | BAH  | 53,45    |

Finale: 28. Juli

### 800 m
| Platz | Athletin               | Land | Zeit (min) |
| ----- | ---------------------- | ---- | ---------- |
| 1     | Maria de Lurdes Mutola | MOZ  | 1:57,35 GR |
| 2     | Diane Cummins          | CAN  | 1:58,82    |
| 3     | Agnes Samaria          | NAM  | 1:59,15    |
| 4     | Susan Scott            | SCO  | 1:59,30    |
| 5     | Tamsyn Lewis           | AUS  | 1:59,73    |
| 6     | Charlotte Moore        | ENG  | 1:59,75    |
| 7     | Joanne Fenn            | ENG  | 1:59,86    |
| 8     | Michelle Ballentine    | JAM  | 2:03,75    |

Finale: 29. Juli

### 1500 m
| Platz | Athletin         | Land | Zeit (min) |
| ----- | ---------------- | ---- | ---------- |
| 1     | Kelly Holmes     | ENG  | 4:05,99    |
| 2     | Hayley Tullett   | WAL  | 4:07,52    |
| 3     | Helen Pattinson  | ENG  | 4:07,62    |
| 4     | Jackline Maranga | KEN  | 4:08,47    |
| 5     | Sarah Jamieson   | AUS  | 4:09,38    |
| 6     | Mardrea Hyman    | JAM  | 4:10,47    |
| 7     | Naomi Mugo       | KEN  | 4:11,47    |
| 8     | Rachel Newcombe  | WAL  | 4:13,56    |

Finale: 31. Juli

### 5000 m
| Platz | Athletin                 | Land | Zeit (min)  |
| ----- | ------------------------ | ---- | ----------- |
| 1     | Paula Radcliffe          | ENG  | 14:31,42 GR |
| 2     | Edith Masai              | KEN  | 14:53,76    |
| 3     | Iness Chepkesis Chenonge | KEN  | 15:06,06    |
| 4     | Dorcus Inzikuru          | UGA  | 15:18,01    |
| 5     | Joanne Pavey             | ENG  | 15:19,91    |
| 6     | Benita Johnson           | AUS  | 15:26,55    |
| 7     | Restituta Joseph         | TAN  | 15:33,07    |
| 8     | Courtney Babcock         | CAN  | 15:42,83    |

28. Juli

### 10.000 m
| Platz | Athletin            | Land | Zeit (min)  |
| ----- | ------------------- | ---- | ----------- |
| 1     | Salina Jebet Kosgei | KEN  | 31:27,83 GR |
| 2     | Susan Chepkemei     | KEN  | 31:32,04    |
| 3     | Susie Power         | AUS  | 31:32,20    |
| 4     | Liz Yelling         | ENG  | 31:58,39    |
| 5     | Hayley Yelling      | ENG  | 32:29,73    |
| 6     | Jo Wilkinson        | ENG  | 33:36,60    |
| 7     | Allison Higgins     | SCO  | 33:58,69    |
| 8     | Gillian Palmer      | SCO  | 34:25,50    |

30. Juli

### Marathon
| Platz | Athletin         | Land | Zeit (h) |
| ----- | ---------------- | ---- | -------- |
| 1     | Kerryn McCann    | AUS  | 2:30:05  |
| 2     | Krishna Stanton  | AUS  | 2:34:52  |
| 3     | Jackie Gallagher | AUS  | 2:36:37  |
| 4     | Debbie Robinson  | ENG  | 2:39:42  |
| 5     | Teresa McCluskey | NIR  | 2:40:29  |
| 6     | Bev Hartigan     | ENG  | 2:41:27  |
| 7     | Carol Galea      | MLT  | 2:45:48  |
| 8     | Marian Sutton    | ENG  | 2:45:55  |

28. Juli

### 20 km Gehen
| Platz | Athletin        | Land | Zeit (h) |
| ----- | --------------- | ---- | -------- |
| 1     | Jane Saville    | AUS  | 1:36:34  |
| 2     | Lisa Kehler     | ENG  | 1:36:45  |
| 3     | Yuan Yufang     | MAS  | 1:40:00  |
| 4     | Natalie Saville | AUS  | 1:42:38  |
| 5     | Simone Wolowiec | AUS  | 1:43:10  |
| 6     | Gabrielle Gorst | NZL  | 1:44:48  |
| 7     | Niobe Menendez  | ENG  | 1:46:16  |
| 8     | Sharon Tonks    | ENG  | 1:49:21  |

28. Juli
Zum ersten Mal bei den Commonwealth Games starteten die Geherinnen über 20 km.

### 100 m Hürden
| Platz | Athletin              | Land | Zeit (s) |
| ----- | --------------------- | ---- | -------- |
| 1     | Lacena Golding-Clarke | JAM  | 12,77    |
| 2     | Vonette Dixon         | JAM  | 12,83    |
| 3     | Angela Atede          | NGR  | 12,98    |
| 4     | Diane Allahgreen      | ENG  | 13,01    |
| 5     | Angela Whyte          | CAN  | 13,17    |
| 6     | Julie Pratt           | ENG  | 13,26    |
| 7     | Jacquie Munro         | AUS  | 13,31    |
|       | Brigitte Foster       | JAM  | DNS      |

Finale: 31. Juli

### 400 m Hürden
| Platz | Athletin          | Land | Zeit (s) |
| ----- | ----------------- | ---- | -------- |
| 1     | Jana Pittman      | AUS  | 54,40    |
| 2     | Debbie-Ann Parris | JAM  | 55,24    |
| 3     | Karlene Haughton  | CAN  | 56,13    |
| 4     | Melaine Walker    | JAM  | 57,10    |
| 5     | Sonia Brito       | AUS  | 57,79    |
| 6     | Sinead Dudgeon    | SCO  | 58,68    |
| 7     | Tasha Danvers     | ENG  | 87,12    |
|       | Deon Hemmings     | JAM  | DNS      |

Finale: 28. Juli

### 4 × 100 m Staffel
| Platz | Land         | Athletinnen                                                                       | Zeit (s) |
| ----- | ------------ | --------------------------------------------------------------------------------- | -------- |
| 1     | Bahamas      | Tamicka Clarke Savatheda Fynes Chandra Sturrup Debbie Ferguson                    | 42,44 GR |
| 2     | Jamaika      | Elva Goulbourne Juliet Campbell Astia Walker Veronica Campbell                    | 42,73    |
| 3     | England      | Joice Maduaka Shani Anderson Vernicha James Abiodun Oyepitan                      | 42,84    |
| 4     | Australien   | Melanie Kleeberg Jodi Lambert Sharon Cripps Lauren Hewitt                         | 43,72    |
| 5     | Nigeria      | Patient Edem Emem Joan Uduak Ekah Pauline Ibeagha Chinedu Odozor                  | 44,10    |
| 6     | Sri Lanka    | Pradeepa Herath Sriyani Kulawansa-Fonseca Damayanthi Darsha Susanthika Jayasinghe | 44,25    |
| 7     | Fidschi      | Mereoni Raluve Makelesi Bulikiobo Vaciseva Tavaga Vasiti Vatureba                 | 47,02    |
| 8     | Sierra Leone | Fatmata Bash-Koroma Ekundayo Williams Tennah Kargbo Aminata Kargbo                | 47,45    |

31. Juli

### 4 × 400 m Staffel
| Platz | Land                | Athletinnen                                                              | Zeit (min) |
| ----- | ------------------- | ------------------------------------------------------------------------ | ---------- |
| 1     | Australien          | Lauren Hewitt Cathy Freeman Tamsyn Lewis Jana Pittman                    | 3:25,63 GR |
| 2     | England             | Helen Frost Helen Karagounis Melanie Purkiss Lisa Miller                 | 3:26,73    |
| 3     | Nigeria             | Olabisi Afolabi Kudirat Akhigbe Hajarat Yusuf Doris Jacob                | 3:29,16    |
| 4     | Schottland          | Carey Easton Sinead Dudgeon Susan Burnside Lee McConnell                 | 3:31,50    |
| 5     | Kanada              | Foy Williams LaDonna Antoine-Watkins Karlene Haughton Lami Oyewumi       | 3:32,24    |
| 6     | Kamerun             | Hortense Béwouda Muriel Noah Ahanda Mireille Nguimgo Carole Kaboud Mebam | 3:32,74    |
| 7     | Trinidad und Tobago | Adia McKinnon Fana Ashby Melissa de Leon Nickeisha Charles               | 3:39,14    |
|       | Jamaika             | Allison Beckford Lorraine Fenton Debbie-Ann Parris Sandie Richards       | DNF        |

Finale: 31. Juli

### Hochsprung
| Platz | Athletin          | Land | Höhe (m) |
| ----- | ----------------- | ---- | -------- |
| 1     | Hestrie Cloete    | RSA  | 1,96 GR  |
| 2     | Susan Jones       | ENG  | 1,90     |
| 3     | Nicole Forrester  | CAN  | 1,87     |
| 4     | Bobby Aloysius    | IND  | 1,87     |
| 5     | Karen Beautle     | JAM  | 1,84     |
| 6     | Stephanie Higham  | ENG  | 1,79     |
| 6     | Debbie Marti      | ENG  | 1,79     |
| 6     | Maresa Cadienhead | CAN  | 1,79     |
| 6     | Petrina Price     | AUS  | 1,79     |

30. Juli

### Stabhochsprung
| Platz | Athletin           | Land | Höhe (m) |
| ----- | ------------------ | ---- | -------- |
| 1     | Tatiana Grigorieva | AUS  | 4,35 GR  |
| 2     | Kym Howe           | AUS  | 4,15     |
| 3     | Bridgid Isworth    | AUS  | 4,10     |
| 3     | Irie Hill          | ENG  | 4,10     |
| 3     | Stephanie McCann   | CAN  | 4,10     |
| 6     | Dana Ellis         | CAN  | 4,00     |
| 7     | Zoe Brown          | NIR  | 3,90     |
| 8     | Lucy Webber        | ENG  | 3,90     |

Finale: 29. Juli

### Weitsprung
| Platz | Athletin          | Land | Weite (m) |
| ----- | ----------------- | ---- | --------- |
| 1     | Elva Goulbourne   | JAM  | 6,70      |
| 2     | Jade Johnson      | ENG  | 6,58      |
| 3     | Anju Bobby George | IND  | 6,49      |
| 4     | Chinedu Odozor    | NGR  | 6,39      |
| 5     | Chantal Brunner   | NZL  | 6,39      |
| 6     | Bronwyn Thompson  | AUS  | 6,38      |
| 7     | Jackie Edwards    | BAH  | 6,19      |
| 8     | Esther Aghatise   | NGR  | 6,01      |

Finale: 29. Juli

### Dreisprung
| Platz | Athletin               | Land | Weite (m) |
| ----- | ---------------------- | ---- | --------- |
| 1     | Ashia Hansen           | ENG  | 14,86 GR  |
| 2     | Françoise Mbango Etone | CMR  | 14,82     |
| 3     | Trecia Smith           | JAM  | 14,32     |
| 4     | Suzette Lee            | JAM  | 13,54     |
| 5     | Althea Williams        | CAN  | 13,25     |
| 6     | Nicole Mladenis        | AUS  | 13,04     |
| 7     | Taneisha Scanlon       | ENG  | 12,98     |
| 8     | Michelle Griffith      | ENG  | 12,90     |

31. Juli

### Kugelstoßen
| Platz | Athlet             | Land | Weite (m) |
| ----- | ------------------ | ---- | --------- |
| 1     | Vivian Chukwuemeka | NGR  | 17,53     |
| 2     | Valerie Adams      | NZL  | 17,45     |
| 3     | Veronica Abrahamse | RSA  | 16,77     |
| 4     | Cleopatra Borel    | TRI  | 16,27     |
| 5     | Myrtle Augee       | ENG  | 16,05     |
| 6     | Joanne Duncan      | ENG  | 15,99     |
| 7     | Julie Dunkley      | ENG  | 15,81     |
| 8     | Candice Scott      | TRI  | 15,33     |

Finale: 28. Juli

### Diskuswurf
| Platz | Athlet               | Land | Weite (m) |
| ----- | -------------------- | ---- | --------- |
| 1     | Beatrice Faumuina    | NZL  | 60,83     |
| 2     | Neelam Jaswant Singh | IND  | 58,49     |
| 3     | Shelley Newman       | ENG  | 58,13     |
| 4     | Philippa Roles       | WAL  | 57,65     |
| 5     | Alison Lever         | AUS  | 57,25     |
| 6     | Elizna Naudé         | RSA  | 55,41     |
| 7     | Claire Smithson      | ENG  | 55,03     |
| 8     | Monique Nacsa        | AUS  | 54,46     |

30. Juli

### Hammerwurf
| Platz | Athletin        | Land | Weite (m) |
| ----- | --------------- | ---- | --------- |
| 1     | Lorraine Shaw   | ENG  | 66,83 GR  |
| 2     | Bronwyn Eagles  | AUS  | 65,24     |
| 3     | Karyne Di Marco | AUS  | 63,40     |
| 4     | Brooke Krueger  | AUS  | 63,13     |
| 5     | Candice Scott   | TRI  | 60,93     |
| 6     | Tasha Williams  | NZL  | 60,43     |
| 7     | Jennifer Joyce  | CAN  | 60,39     |
| 8     | Zoe Derham      | ENG  | 59,57     |

Finale: 26. Juli

### Speerwurf
| Platz | Athletin          | Land | Weite (m) |
| ----- | ----------------- | ---- | --------- |
| 1     | Laverne Eve       | BAH  | 58,46     |
| 2     | Cecilia McIntosh  | AUS  | 57,42     |
| 3     | Kelly Morgan      | ENG  | 57,09     |
| 4     | Sorochukwu Ihuefo | NGR  | 52,24     |
| 5     | Annet Kabasindi   | UGA  | 51,33     |
| 6     | Goldie Sayers     | ENG  | 51,32     |
| 7     | Karen Martin      | ENG  | 50,28     |
| 8     | Bernadette Ravina | MRI  | 49,58     |

29. Juli

### Siebenkampf
| Platz | Athletin         | Land | Punkte |
| ----- | ---------------- | ---- | ------ |
| 1     | Jane Jamieson    | AUS  | 6059   |
| 2     | Kylie Wheeler    | AUS  | 5962   |
| 3     | Margaret Simpson | GHA  | 5906   |
| 4     | Clare Thompson   | AUS  | 5867   |
| 5     | Julie Hollman    | ENG  | 5825   |
| 6     | Nicole Haynes    | CAN  | 5753   |
| 7     | Kelly Sotherton  | ENG  | 5728   |
| 8     | Kerry Jury       | ENG  | 5554   |

26. und 27. Juli

## Behindertensportler

### 100 m Männer
| Platz | Athlet           | Land | Zeit (s) |
| ----- | ---------------- | ---- | -------- |
| 1     | Adekunle Adesoji | NGR  | 10,76    |
| 2     | Hisham Khaironi  | MAS  | 11,53    |
| 3     | Rory Field       | RSA  | 11,96    |

Datum: 31. Juli

### 800 m Frauen
| Platz | Athletin           | Land | Zeit (min) |
| ----- | ------------------ | ---- | ---------- |
| 1     | Chantal Petitclerc | CAN  | 1:52,93    |
| 2     | Louise Sauvage     | AUS  | 1:53,30    |
| 3     | Eliza Stankovic    | AUS  | 1:54,20    |

Datum: 31. Juli